# 1922 год
1922 (ты́сяча девятьсо́т два́дцать второ́й) год  по григорианскому календарю — невисокосный год, начинающийся в воскресенье. Это 1922 год нашей эры, 2‑й год 3‑го десятилетия XX века 2‑го тысячелетия, 3‑й год 1920‑х годов. Он закончился 103 года назад.
| Пн | Вт | Ср | Чт | Пт | Сб | Вс |
|    |    |    |    |    |    | 1  |
| 2  | 3  | 4  | 5  | 6  | 7  | 8  |
| 9  | 10 | 11 | 12 | 13 | 14 | 15 |
| 16 | 17 | 18 | 19 | 20 | 21 | 22 |
| 23 | 24 | 25 | 26 | 27 | 28 | 29 |
| 30 | 31 |    |    |    |    |    |

| Пн | Вт | Ср | Чт | Пт | Сб | Вс |
|    |    | 1  | 2  | 3  | 4  | 5  |
| 6  | 7  | 8  | 9  | 10 | 11 | 12 |
| 13 | 14 | 15 | 16 | 17 | 18 | 19 |
| 20 | 21 | 22 | 23 | 24 | 25 | 26 |
| 27 | 28 |    |    |    |    |    |

| Пн | Вт | Ср | Чт | Пт | Сб | Вс |
|    |    | 1  | 2  | 3  | 4  | 5  |
| 6  | 7  | 8  | 9  | 10 | 11 | 12 |
| 13 | 14 | 15 | 16 | 17 | 18 | 19 |
| 20 | 21 | 22 | 23 | 24 | 25 | 26 |
| 27 | 28 | 29 | 30 | 31 |    |    |

| Пн | Вт | Ср | Чт | Пт | Сб | Вс |
|    |    |    |    |    | 1  | 2  |
| 3  | 4  | 5  | 6  | 7  | 8  | 9  |
| 10 | 11 | 12 | 13 | 14 | 15 | 16 |
| 17 | 18 | 19 | 20 | 21 | 22 | 23 |
| 24 | 25 | 26 | 27 | 28 | 29 | 30 |

| Пн | Вт | Ср | Чт | Пт | Сб | Вс |
| 1  | 2  | 3  | 4  | 5  | 6  | 7  |
| 8  | 9  | 10 | 11 | 12 | 13 | 14 |
| 15 | 16 | 17 | 18 | 19 | 20 | 21 |
| 22 | 23 | 24 | 25 | 26 | 27 | 28 |
| 29 | 30 | 31 |    |    |    |    |

| Пн | Вт | Ср | Чт | Пт | Сб | Вс |
|    |    |    | 1  | 2  | 3  | 4  |
| 5  | 6  | 7  | 8  | 9  | 10 | 11 |
| 12 | 13 | 14 | 15 | 16 | 17 | 18 |
| 19 | 20 | 21 | 22 | 23 | 24 | 25 |
| 26 | 27 | 28 | 29 | 30 |    |    |

| Пн | Вт | Ср | Чт | Пт | Сб | Вс |
|    |    |    |    |    | 1  | 2  |
| 3  | 4  | 5  | 6  | 7  | 8  | 9  |
| 10 | 11 | 12 | 13 | 14 | 15 | 16 |
| 17 | 18 | 19 | 20 | 21 | 22 | 23 |
| 24 | 25 | 26 | 27 | 28 | 29 | 30 |
| 31 |    |    |    |    |    |    |

| Пн | Вт | Ср | Чт | Пт | Сб | Вс |
|    | 1  | 2  | 3  | 4  | 5  | 6  |
| 7  | 8  | 9  | 10 | 11 | 12 | 13 |
| 14 | 15 | 16 | 17 | 18 | 19 | 20 |
| 21 | 22 | 23 | 24 | 25 | 26 | 27 |
| 28 | 29 | 30 | 31 |    |    |    |

| Пн | Вт | Ср | Чт | Пт | Сб | Вс |
|    |    |    |    | 1  | 2  | 3  |
| 4  | 5  | 6  | 7  | 8  | 9  | 10 |
| 11 | 12 | 13 | 14 | 15 | 16 | 17 |
| 18 | 19 | 20 | 21 | 22 | 23 | 24 |
| 25 | 26 | 27 | 28 | 29 | 30 |    |

| Пн | Вт | Ср | Чт | Пт | Сб | Вс |
|    |    |    |    |    |    | 1  |
| 2  | 3  | 4  | 5  | 6  | 7  | 8  |
| 9  | 10 | 11 | 12 | 13 | 14 | 15 |
| 16 | 17 | 18 | 19 | 20 | 21 | 22 |
| 23 | 24 | 25 | 26 | 27 | 28 | 29 |
| 30 | 31 |    |    |    |    |    |

| Пн | Вт | Ср | Чт | Пт | Сб | Вс |
|    |    | 1  | 2  | 3  | 4  | 5  |
| 6  | 7  | 8  | 9  | 10 | 11 | 12 |
| 13 | 14 | 15 | 16 | 17 | 18 | 19 |
| 20 | 21 | 22 | 23 | 24 | 25 | 26 |
| 27 | 28 | 29 | 30 |    |    |    |

| Пн | Вт | Ср | Чт | Пт | Сб | Вс |
|    |    |    |    | 1  | 2  | 3  |
| 4  | 5  | 6  | 7  | 8  | 9  | 10 |
| 11 | 12 | 13 | 14 | 15 | 16 | 17 |
| 18 | 19 | 20 | 21 | 22 | 23 | 24 |
| 25 | 26 | 27 | 28 | 29 | 30 | 31 |

## События

### Январь
- 6 января — на открывшейся в этот день Каннской конференции Верховного совета Антанты принято решение о созыве Генуэзской конференции[1]
- 7 января — правительство Королевства Италии передало  РСФСР официальное приглашение принять участие в Генуэзской конференции[2].
- 7 января — глава правительства МНР Догсомын Бодоо обвинён в заговоре и смещён со своего поста[3].
- 8 января — РСФСР согласилась принять участие в Генуэзской конференции[1].
- 13 января — завершилась Каннская конференция Верховного совета Антанты[2].
- 20 января — Совет Лиги Наций принял решение о возвращении Катовице Польше[4].

### Февраль
- Вывод американских войск с Кубы.
- 5—14 февраля — Волочаевская операция, одно из крупнейших сражений заключительной части Гражданской войны в России, поражение Белоповстанческой армии[2].
- 6 февраля
  - Постановлением ВЦИК создано Государственное политическое управление при НКВД РСФСР. Упразднена ВЧК[5].
  - Подписание на Вашингтонской конференции договоров девяти держав (о принципе «открытых дверей» в Китае) и пяти держав (о морских вооружениях).
- 7 февраля — состоялся пленум ЦК КП(б) Армении.

С. Л. Лукашин (Срапионян) избран генеральным секретарём ЦК.
- 14 февраля — вступление Народно-революционной армии ДВР в Хабаровск[2].
- 16 февраля — в РСФСР введён гербовый сбор[7].
- 20 февраля — Виленский сейм Срединной Литвы (выборы в который бойкотировались большинством литовского, белорусского и еврейского населения) принял постановление о присоединении Вильнюса и части Юго-восточной Литвы к Польше.
- 28 февраля — Великобритания отменила протекторат над Египтом, опубликовав одностороннюю правительственную декларацию о признании его независимым суверенным государством[8].

### Март
- 8 марта — государственный секретарь США Чарльз Эванс Юз нотой объявил об отказе США участвовать в Генуэзской конференции[1].
- 12 марта — в Тифлисе съезд полномочных представителей ЦИК Азербайджана, Армении и Грузии утвердил договор о создании Федеративного Союза Социалистических Советских республик Закавказья (ФСССРЗ)[9].
- 16 марта — султан Египта Ахмед Фуад I провозглашён королём Египта[10].
- 27 марта — 2 апреля — В Москве прошёл XI съезд РКП(б).
- 29 марта — в Литве принят закон об аграрной реформе[11].

### Апрель
- 2 апреля — в Берлине открылась Конференция трёх интернационалов — представителей Коминтерна, Бернского интернационала и Венского интернационала для достижения единства действий. Шла до 5 апреля. В мае переговоры закончились провалом[12].
- 3 апреля — И. В. Сталин избран Генеральным секретарём ЦК РКП(б).
- 6 апреля — вступила в силу Конвенция о демилитаризации и нейтрализации Аландских островов от 20 октября 1921 года[13].
- 10 апреля — открылась Генуэзская конференция[1].
- 16 апреля — Рапалльский договор РСФСР с Германией[14].
- 18 апреля — создание футбольного клуба «Московский кружок спорта Краснопресненского района», позднее переименованного в «Спартак».
- 19 апреля — опубликована Конституция Египта[8].
- 20 апреля — делегация РСФСР на Генуэзской конференции заявила о готовности признать военные долги и право на возобновление концессий в обмен на признание де-юре Советской России, финансовую помощь и аннулирование военных долгов и процентов по ним[15].
- 27 апреля — в составе РСФСР образована Якутская АССР.
- 29 апреля — С. Л. Лукашин (Срапионян) освобождён от обязанностей генерального секретаря ЦК КП(б)А. Генеральным секретарём ЦК назначен А. А. Мравян[6].

### Май
- 4 мая — в Таллине по приговору военно-полевого суда расстрелян арестованный за несколько часов до этого руководитель Коммунистической партии Эстонии Виктор Кингисепп[16].
- 19 мая — основан Союз юных пионеров имени Спартака[17].

### Июнь
- 1 июня — вступил в силу первый Уголовный кодекс РСФСР.
- 11 июня — президентом Китая вновь стал генерал Ли Юаньхун[18].
- 15 июня — открылась созванная по решению Генуэзской конференции международная финансово-экономическая Гаагская конференция 1922 года[19].

### Июль
- 5 июля — тенентисты во главе с лейтенантом Антониу Сикейра Кампушем подняли восстание в форте Капакабана в Рио-де-Жанейро. Восстание было подавлено[20].
- 15 июля — основана Коммунистическая партия Японии[21].
- 19 июля — завершилась международная финансово-экономическая Гаагская конференция 1922 года[19].
- 20 июля — Лига Наций передала Великобритании мандат на управление бывшей германской колонией в Восточной Африке под названиемТанганьика.
- 23 июля — на Земском Соборе во Владивостоке М. К. Дитерихс избран Правителем Дальнего Востока и Земским Воеводой — командующим Земской ратью.
- 24 июля — Лига Наций 52 голосами передала Великобритании мандат на управление Палестиной с целью воссоздания «национального очага для еврейского народа»[22].
- 27 июля — образована Черкесская (Адыгейская) автономная область[23].

### Август
- 1 августа
  - Открытие первого регулярного рейса гражданской авиации СССР Москва-Нижний Новгород, выполнявшегося компанией Авиакультура с участием Общества воздушных сообщений Юнкерс-Дессау.
  - Учредительный сейм Литвы принял конституцию, объявившую Литву парламентской республикой[24].
- 2 августа — в ночь на 3 августа на город Шаньтоу обрушился один из самых смертоносных тайфунов в истории Китая[25][26].

### Сентябрь
- 24 сентября — Вооружённое восстание 11 сентября 1922 года в Греции.

### Октябрь
- 2 октября — введена в оборот литовская национальная валюта лит.
- 4 октября — Великобритания, Франция, Италия и Первая Чехословацкая Республика подписали с Австрией Женевские протоколы о предоставлении займа и запрещении аншлюса[27].
- 11 октября — декрет СНК РСФСР о выпуске в обращение банкнот Госбанка в червонцах и отмене счётного золотого рубля.
- 24 октября — Бенито Муссолини потребовал включения фашистов в правительство Италии[28].
- 25 октября — Владивосток был взят частями НРА, Дальневосточная Республика восстановила контроль над всей территорией Приморья. Окончание гражданской войны в России[29] (последние незначительные боестолкновения продолжились до 19 июня 1923[30]).
- 29 октября — образовано ОКБ А. Н. Туполева.
- 30 октября
  - IV сессия ВЦИК РСФСР IX созыва приняла Земельный Кодекс, закрепивший за крестьянами выделенную им в пользование землю. Утверждён план ГОЭЛРО.
  - В Италии отряды Бенито Муссолини вступили в столицу, завершив «поход на Рим»[28].
- 31 октября
  - Принят первый Гражданский кодекс РСФСР.
  - Бенито Муссолини назначен премьер-министром Италии[28].

### Ноябрь
- 1 ноября — в Османской империи по инициативе Мустафы Кемаля была упразднена монархия.
- 9 ноября — принят второй Кодекс законов о труде РСФСР[31].
- 12 ноября — Лига Наций утвердила новые границы Албании, установленные конференцией послов 3 ноября 1921 года[32].
- 14 ноября — старт вещания радиостанции BBC
- 15 ноября — Дальневосточная Республика упразднена и вступила в РСФСР.
- 19 ноября — в Москве открылся II Конгресс Профинтерна. Закончился 22 декабря[33].
- 20 ноября
  - Открылась Лозаннская конференция по вопросам Ближнего Востока[34].
  - Последнее публичное выступление В. И. Ленина (на пленуме Моссовета)[35].

### Декабрь
- 6 декабря — раскол Соединённого Королевства Великобритании и Ирландии на два независимых государства:
  1. Соединённое Королевство Великобритании и Северной Ирландии,
  2. Ирландское Свободное государство (позже Республика Ирландия).
- 10 декабря — открылся 1-й Закавказский съезд Советов[36].
- 13 декабря — 1-й Закавказский съезд Советов преобразовал Федеративный Союз Социалистических Советских республик Закавказья (ФСССРЗ) в Закавказскую Социалистическую Федеративную Советскую Республику[9].
- 22 декабря — основано Ленинградское предприятие «ЭРА» (ЭлектроРадиоАвтоматика).
- 30 декабря — в Москве состоялся I Всесоюзный съезд Советов, утвердивший Договор об образовании СССР, путём слияния Российской Социалистической Федеративной Советской Республики, Украинской Социалистической Советской Республики, Белорусской Социалистической Советской Республики и Закавказской Социалистической Федеративной Советской Республики создан Союз Советских Социалистических Республик[9].

### Без точных дат
- Обнаружена гробница Тутанхамона.
- Получен гормон инсулин, позволяющий контролировать сахарный диабет.
- Александром Флемингом был случайно открыт фермент лизоцим.
- В Петрограде основано издательство Academia.
- В США основан журнал о боксе «Ринг».
- Новодевичий монастырь полностью упразднён. Помещения переданы под жильё и различные учреждения. Небольшая часть оставлена под музейные экспозиции[37].

## Родились
См. также: Категория:Родившиеся в 1922 году
- 6 января — Нина Веселова, советский живописец (ум. в 1960).
- 7 января — Жан Пьер Рампаль, французский флейтист, один из крупнейших исполнителей на этом инструменте (ум. в 2000).
- 9 января — Василий Горин, организатор колхозного производства, дважды Герой Социалистического Труда (ум. в 2014).
- 17 января — Бетти Уайт, американская актриса (ум. в 2021).
- 17 января — Луис Эчеверриа, мексиканский государственный и политический деятель, президент Мексики с 1 декабря 1970 года по 30 ноября 1976 года (ум. в 2022).
- 20 января — Рей Энтони, американский Тромпетист, последний оставшийся в живых участник оркестра Глена Миллера.
- 22 января — Конон Молодый, выдающийся советский разведчик, известный на Западе как "Гордон’’ (ум. в 1970).
- 6 февраля — Патрик Макни, британский актёр и продюсер (ум. в 2015).
- 8 февраля — Юрий Авербах, советский шахматист (ум. в 2022).
- 10 февраля — Элияху Бейт-Цури — член еврейской подпольной организации «Лехи» (ум. 1945).
- 14 февраля — Николай Рыбалко, советский поэт (ум. в 1995).
- 15 февраля — Борис Корнеев, советский живописец и педагог, заслуженный художник РСФСР (ум. в 1973).
- 18 февраля — Александр Семёнов, советский живописец (ум. в 1984).
- 28 февраля — Юрий Лотман, советский литературовед, культуролог и семиотик (ум. в 1993).
- 1 марта — Ицхак Рабин, израильский политический и военный деятель (ум. 1995).
- 5 марта — Пьер Паоло Пазолини, итальянский кинорежиссёр, поэт и писатель (ум. в 1975).
- 8 марта — Евгений Матвеев, советский и российский актёр (ум. в 2003).
- 20 марта — Ирина Антонова, советский и российский искусствовед, специалист по Итальянской живописи Эпохи Возрождения, доктор искусствоведения (ум. в 2020).
- 20 марта — Карл Райнер, американский актёр, режиссёр, продюсер и сценарист (ум. в 2020).
- 24 марта — Мигель Густаво, бразильский журналист и композитор (ум. в 1972).
- 30 марта
  - Герман Галынин, советский композитор (ум. в 1966)
  - Алексей Скурлатов, участник Великой Отечественной войны. Прототип героя известной песни «Алёша» (ум. в 2013)

- 7 апреля — Дин, Марджа, американская актриса и модель (ум. в 2023).
- 13 апреля — Джулиус Ньерере, первый президент Танзании (1964—1985), (ум. в 1999).
- 21 апреля
  - Станислав Ростоцкий, советский кинорежиссёр (ум. в 2001).
  - Алистер Маклин, писатель (ум. в 1987).
- 29 апреля — Тутс Тилеманс, бельгийский актёр, певец и сценарист (ум. в 2016 году).
- 1 мая — Попков, Виталий Иванович, лётчик-ас, участник Великой Отечественной войны, дважды Герой Советского Союза, (ум. в 2010).
- 3 мая — Вашку Гонсалвиш, генерал, премьер-министр Португалии в 1974—1975 годах, один из лидеров «Революции гвоздик» (ум. в 2005).
- 6 мая — Владимир Этуш, советский и российский актёр (ум. в 2019).
- 15 мая — Сэтоути, Дзякутё, японская писательница, монахиня буддийской школы Тэндай (ум. в 2021).
- 22 мая — Хол Клемент, американский писатель-фантаст (ум. в 2003).
- 27 мая
  - Кристофер Ли, британский актёр и певец (ум. в 2015).
  - Отто Кариус (ум. 2015), немецкий танкист-ас времён Второй мировой войны.
- 2 июня — Станислав Чекан, советский и российский актёр (ум. в 1994).
- 10 июня — Джуди Гарленд, американская актриса и певица (ум. в 1969).
- 14 июня — Джордж Баррис, американский фотограф и фотожурналист (ум. в 2016).
- 19 июня — Александр Кузнецов, участник Великой Отечественной войны, Герой Советского Союза (ум. в 2022).
- 19 июня — Павел Сюткин, участник Великой Отечественной войны, Герой Российской Федерации.
- 2 июля — Пьер Карден, французский модельер (ум. в 2020).
- 5 июля — Коркмаз, Зейнеп, турецкий лингвист (ум. в 2025).
- 7 июля — Владимир Марченко, математик, академик АН СССР/РАН и АН Украины.
- 14 июля — Робин Олдс, американский лётчик-ас Второй мировой и лидер истребительной авиации Вьетнамской войны (ум. в 2007).
- 18 июля — Томас Сэмюэл Кун, американский историк и философ науки (ум. в 1996).
- 25 июля — Гуденаф, Джон, американский учёный (ум. в 2023).
- 27 июля — Лир, Норман, американский режиссёр и сценарист (ум. в 2023).
- 28 июля — Жак Пиккар, швейцарский океанолог, один из четырёх людей, побывавших на дне Марианской впадины (ум. в 2008).
- 30 июля — Марк Кривошеев, советский и российский учёный, входил в плеяду создателей современного мирового телевидения (ум. в 2018).
- 14 августа — Марр, Лесли, современный английский художник и автогонщик (Формула-1) (ум. в 2021)
- 17 августа — Олег Коротцев, астроном и автор книг на военно-исторические и естественно-научные темы (ум. в 2011).
- 22 августа — Мишлин Прель, французская киноактриса (ум. в 2024).
- 22 августа — Гитлис, Иври, израильский скрипач-виртуоз (ум. в 2020).
- 23 августа — Ролан Дюма, французский политик, министр иностранных дел Франции (ум. в 2024).
- 16 сентября — Дженис Пейдж, американская актриса (ум. в 2024).
- 19 сентября — Деймон Найт, американский писатель-фантаст, критик (ум. в 2002).
- 20 сентября — Григорий Поженян, российский поэт, песенник, писатель (ум. в 2005).
- 1 октября — Янг Чжэньнин, китайский и американский физик.
- 25 октября — Виктор Тетерин, советский живописец и график (ум. в 1991).
- 27 октября — Мишель Галабрю, французский актёр театра и кино (ум. в 2016).
- 31 октября — Анатолий Папанов, советский актёр (ум. в 1987).
- 31 октября — Нородом Сианук, король Камбоджи (ум. в 2012).
- 8 ноября — Кристиан Барнард, южноафриканский кардиохирург, хирург-трансплантолог и общественный деятель, выполнивший первую в мире пересадку сердца от человека человеку (ум. в 2001).
- 10 ноября — Сергей Ткачёв, советский и российский живописец, народный художник СССР, академик АХ СССР (ум. в 2022).
- 11 ноября — Курт Воннегут, американский писатель-фантаст, сатирик (ум. в 2007).
- 11 ноября — Джордж Блейк, советский разведчик, двойной агент (ум. в 2020).
- 14 ноября — Бутрос Бутрос-Гали, 6-й Генеральный секретарь ООН (с 1992 по 1996 год, ум. в 2016).
- 16 ноября — Жозе Сарамаго, португальский писатель, лауреат Нобелевской премии по литературе (ум. в 2010).
- 19 ноября — Юрий Валентинович Кнорозов, дешифровщик письменности майя, этнограф, лингвист, основатель советской школы майянистики (ум. в 1999)
- 21 ноября — Михаил Карпеев, участник Великой Отечественной войны, Герой Советского Союза (ум. в 2021).
- 23 ноября — Уайт, Жаклин, американская актриса.
- 1 декабря — Всеволод Бобров, советский футболист, хоккеист, футбольный и хоккейный тренер (ум. в 1979).
- 11 декабря — Николай Озеров, советский теннисист, актёр, спортивный комментатор (ум. в 1997).
- 11 декабря — Дилип Кумар, индийский актёр театра и кино (ум. в 2021)
- 12 декабря — Василий Борисов, советский стрелок из винтовки, олимпийский чемпион, многократный чемпион и рекордсмен мира, Европы и СССР (ум. в 2003).
- 15 декабря — Павел Галкин, участник Великой Отечественной войны, Герой Советского Союза (ум. в 2021).
- 20 декабря — Беверли Пеппер, американский скульптор (ум. в 2020).
- 22 декабря — Николай Оловянников, участник Великой Отечественной войны, Герой Советского Союза (ум. в 2021).
- 24 декабря — Ава Гарднер, американская актриса и певица (ум. в 1990).
- 28 декабря — Борис Кравцов, министр юстиции СССР (1984—1989), участник Великой Отечественной войны, Герой Советского Союза.
- 28 декабря — Стэн Ли, американский писатель (ум. в 2018).

## Скончались
См. также: Категория:Умершие в 1922 году
- 10 января — Окума Сигэнобу, маркиз, японский политик, премьер-министр Японии в 1914—1916 годах (род. 1838).
- 22 января — Бенедикт XV, папа римский (род. 1854).
- 5 февраля — Александр Вильгельм Гетте, немецкий зоолог (род. 1840).
- 1 апреля — Карл I, последний император Австрии и король Венгрии в 1916—1918 годах (род. 1887).
- 2 апреля — Фридрих Гельбке, русский и немецкий педагог и переводчик; доктор наук (род. 1842).
- 29 апреля — Стеценко, Кирилл Григорьевич, украинский композитор.
- 4 мая — Кингисепп, Виктор Эдуардович, руководитель Коммунистической партии Эстонии (род. 1888) (расстрелян).
- 29 мая — Евгений Вахтангов, русский и советский театральный режиссёр, актёр и педагог, основатель и руководитель Студенческой драматической студии (1913—1922), известной с 1926 года как Театр имени Евгения Вахтангова (род. 1883).
- 24 июня — Вальтер Ратенау, германский промышленник, министр иностранных дел.
- 28 июня — Велимир Хлебников, русский поэт и прозаик
- 30 июня — Карл Хассе, немецкий врач, анатом и педагог; доктор медицины (род. 1841).
- 14 июля — Камо (Тер-Петросян), российский профессиональный революционер (род. 1882).
- 3 июля — Станислав Козьмян, польский писатель и театральный деятель.
- 25 сентября — Карло Канева, итальянский военный, генерал.

## Нобелевские премии
- Физика — Нильс Бор — «За заслуги в исследовании строения атомов и испускаемого ими излучения».
- Химия — Фрэнсис Уильям Астон — «За сделанное им с помощью им же изобретённого масс-спектрографа открытие изотопов большого числа нерадиоактивных элементов и за формулирование правила целых чисел».
- Медицина и физиология — Арчибалд Хилл — «За открытия в области теплообразования в мышце» и Отто Мейергоф — «За открытие тесной взаимосвязи между процессом поглощения кислорода и метаболизмом молочной кислоты в мышце».
- Литература — Хасинто Бенавенте-и-Мартинес — «За блестящее мастерство, с которым он продолжил славные традиции испанской драмы».
- Премия мира — Фритьоф Нансен — «За многолетние усилия по оказанию помощи беззащитным».